# Саймон Кузнець
Са́ймон Сміт Кузне́ць (англ. Simon Smith Kuznets, Кузнець Семен Абрамович; 17 (30) квітня 1901, Пінськ, Російська імперія — 8 липня 1985, Кембридж, штат Массачусетс, США) — американський економіст, демограф і статист єврейського походження, спеціалізувався з макроекономіки та економічної історії. Лауреат Нобелівської премії з економіки (1971).
Кузнець відомий тим, що згенерував формулу і систему вимірювання національного економічного доходу — ВВП. Вперше освіту здобув у Харкові (тоді — Російська імперія).

## Біографія

### Ранні роки
За життя Саймона Кузнеця про його життя до еміграції було відомо мало, і він сам неохоче розповідав про цей період. Так, офіційна Нобелівська автобіографія Кузнеця повідомляла лише те, що він народився в Російській імперії, де почав здобувати університетську освіту, а 1922 року емігрував до США, приєднавшись до свого батька, який виїхав туди до Першої світової війни. У 1981 році він також повідомив, що провчився два роки в «економічному навчальному закладі» та пропрацював два роки на радянський уряд. Прижиттєві біографії стверджували, що Кузнець народився в родині торговця хутром у Харкові, звідки його батько емігрував до США 1907 року. Окремі біографії стверджували, що він навчався в Харківському університеті на юридичному факультеті. Детальну інформацію про ранні роки життя Кузнеця було з'ясовано лише після його смерті завдяки спогадам родичів і дослідженням його біографів, зокрема харківського дослідника Володимира Московкіна.
Семен (Шимон) Кузнець народився в Пінську 17 (30) квітня 1901 року в єврейській родині столинського міщанина Абрама Ісаковича Кузнеця та уродженки Рівного Поліни Кузнець (Фрідман). Його батько працював головним бухгалтером пінського відділення Азовсько-Донського комерційного банку та був досить заможною людиною. Був середнім сином у сім'ї — мав старшого брата Соломона 1900 року народження та молодшого брата Георга 1909 року.
У 1908 або на початку 1909 року Шимон і Соломон разом з матір'ю переїхали до її батьків у Рівне, де оселилися на вулиці Шосейній (нині — Соборна), при цьому батько майбутнього економіста залишився в Пінську. У Рівному Шимон жив у двомовній родині: його мати розмовляла російською, а її батьки — їдишем. У січні 1910 року Абрам Кузнець привласнив значну суму коштів Азовсько-Донського комерційного банку (за різними оцінками від 30 до 100 тисяч золотих рублів), позичив ще 15 тисяч рублів у заможних пінчан, після чого виїхав за фальшивими документами до Лейпцига, а звідти емігрував до Сполучених Штатів Америки.
14 серпня 1910 року Шимон Кузнець вступив до Рівненського реального училища, де закінчив підготовчий і чотири перші класи училища. У 1915 році, у зв'язку з наближенням фронту Першої світової війни до Рівного, євреї були вивезені з прифронтової смуги, і родина Кузнеців виїхала до Харкова, де разом з іншими біженцями оселилася в будівлі театру-цирку «Муссурі». Від 1915 до 1917 року Семен Кузнець навчався у Харківському 2-му реальному училищі, а 31 травня 1918 закінчив вищий додатковий клас училища, отримавши право на вступ до вищих навчальних закладів.
З осені 1918 до 1921 року навчався в Харківському комерційному інституті. Курс навчання в цьому навчальному закладі тривав чотири роки, з яких перші два були відведені під базову економічну підготовку, а останні два — під спеціалізовану. Значну частину дисциплін викладали професори юридичного факультету Харківського університету: серед викладачів Кузнеця були статистик Олексій Анциферов, доктор політичної економії Володимир Левитський, математик Сергій Бернштейн та інші. Через події Громадянської війни у Росії та українських визвольних змагань Харківський комерційний інститут стабільно працював лише до кінця осені 1919 року, після чого він був реорганізований і виселений до будівлі єврейської богадільні, через що навчання фактично припинилося, і Кузнець зміг прослухати дисципліни лише першого і частково другого курсів. Науковці, з якими Кузнець працював у США, вважали, що він здобув у Харкові глибокі знання в галузі статистичних і емпіричних методів та підготував значну частину своєї магістерської дисертації, присвяченої критичному аналізові ідей Йозефа Шумпетера.
Після захоплення Харкова більшовиками у грудні 1919 року та проголошення міста столицею Української Соціалістичної Радянської Республіки Кузнеця було залучено до роботи в статистичному відділі Центральної ради профспілок України, а 1920 року він очолив відділ статистики праці ради профспілок. 1921 року в збірці «Матеріали зі статистики праці в Україні» (рос. «Материалы по статистике труда на Украине») була надрукована стаття Семена Кузнеця «Грошова заробітна платня робітників і службовців фабрично-заводської промисловості м. Харкова у 1920 р.» (рос. Денежная заработная плата рабочих и служащих фабрично-заводской промышленности г. Харькова в 1920 г.).
Згідно з Ризьким мирним договором 1921 року Пінськ та Рівне відійшли до Другої Польської Республіки, і родина Кузнеців як біженці Першої світової війни отримала право репатріації з УСРР до Польщі. 1922 року родина Кузнеців покинула УСРР і виїхала до Варшави, а звідти Семен і його старший брат Соломон через Вільне місто Данциг емігрували до Сполучених Штатів Америки, прибувши до Нью-Йорка 7 березня 1922 року.

### У Сполучених Штатах Америки
У 1922—1923 роках навчається у Колумбійському університеті, після закінчення якого отримує ступінь магістра з економіки. 1926 року отримує докторський ступінь за дослідження «Циклічні коливання: розробка й оптова торгівля у США: 1919—1925».
Від 1927 року Саймон Кузнець очолює Комітет з економічного зростання у Національному бюро економічних досліджень.
У США С. Кузнець теж мав успішний науковий дебют. Його запросили до однієї з престижних наукових установ — Ради з досліджень в галузі соціальних наук. Молодого вченого зацікавили теоретичні проблеми циклів та коливань в економіці. Він помітив, що заокеанські колеги ігнорують, як він вважав, важливу економічну складову — ціну товару й 1930 року виходить його ґрунтовна праця «Столітня динаміка виробництва та цін».
Вчений стає першопрохідцем у вивченні нової для того часу галузі економіки — досліджень національного доходу. С. Кузнець увійшов в історію економічної науки як дослідник проблем, пов'язані з національним доходом, економічними циклами та економічним зростанням. Він став творцем теорії будівельних циклів — коливань тривалістю у 18—25 років, які пов'язані з періодичним масовим оновленням житла новим поколінням. Вивчаючи особливості демографічних процесів, С. Кузнець відкрив закономірність динаміки цього явища та ряд важливих загальноекономічних закономірностей розвитку світової економіки.
Ступінь доктора отримав в Колумбійському університеті.
Працював професором в Гарварді (1960—1971), в університетах Пенсільванії (1930—1954) і Джона Хопкінса (Балтимор, 1954—1960); в Національному бюро економічних досліджень (1927−1961).
Президент Американської економічної асоціації в 1954 р.
Лауреат Нобелівської премії з економіки 1971 «за емпірично обґрунтоване тлумачення економічного зростання, яке призвело до нового, глибшого розуміння економічної і соціальної структури і процесу розвитку в цілому».
Вчений відомий і як педагог: був професором Гарвардського університету, викладав у Пенсільванському університеті, університеті Джона Гопкінса, також був обраний почесним доктором багатьох американських вузів, зокрема, Принстонського, Колумбійського, Пенсильванського університетів.
«Закон Кузнеця», «Великий маятник», «Гіпотеза Кузнеця» — ці та інші терміни економічної науки пов'язані з іменем С.Кузнеця.

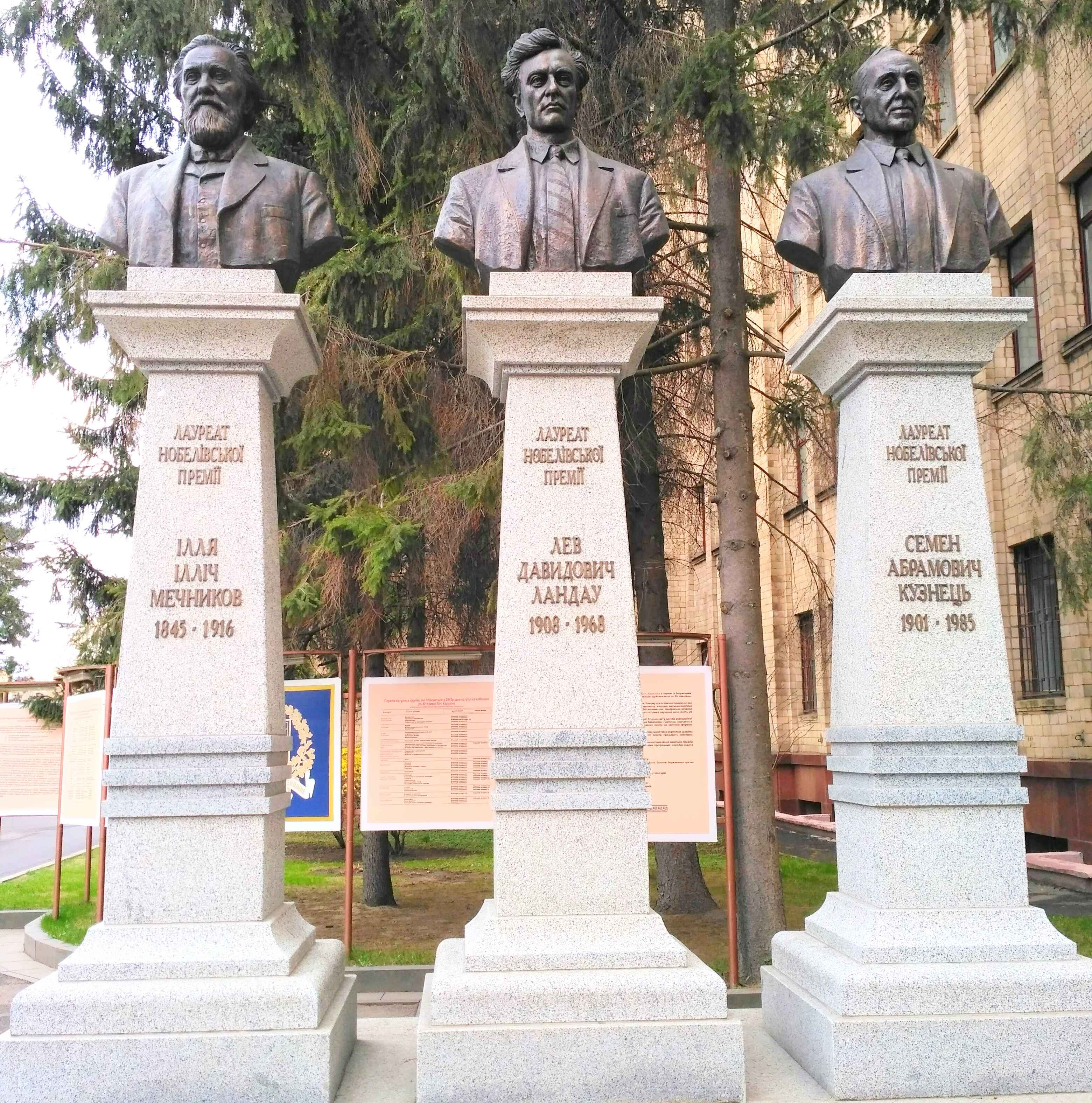
Погруддя Семену Кузнецю у місті Харків

## Вшанування пам'яті
У Харкові на честь Кузнеця були названі Харківський національний економічний університет імені Семена Кузнеця та вулиця Семена Кузнеця у Шевченківському районі. Також на його честь у 2011 році встановлено меморіальну дошку за адресою вул. Алчевських 44. У 2015 році статуя Семена Кузнеця відкрита перед входом до Харківського національного економічного університету. Біля входу до Харківського національного університету імені Каразіна у 2016 році біля бюстів двом іншим нобелевським лауреатам Іллі Мечникову та Леву Ландау встановлено бюст Саймона Кузнеця.
У місті Рівне вулицю Толстого перейменували на вулицю Саймона Сміта.

## Праці
Ще в Харкові майбутній нобелівський лауреат видрукував свою першу наукову працю «Грошова заробітна плата робітників та службовців фабрично-заводської промисловості м. Харкова в 1920 р.» (1921).
Основні наукові праці:
- «Перерозподіл населення та економічне зростання: Сполучені Штати, 1870—1950» (Population Redistribution and Economic Growth: United States, 1870—1950, 1957—1964);
- «Економічне зростання націй: сукупний випуск і виробнича структура» (Economic Growth of Nations: Total Output and Production Structure, 1971);
- «Населення, капітал та економічне зростання» (Population, Capital and Growth, 1973).
- Підсумкова праця С. Кузнеця-економіста — «Капітал і американська економіка».